# Synopeas nigriscapis
Synopeas nigriscapis är en stekelart som beskrevs av Förster 1861. Synopeas nigriscapis ingår i släktet Synopeas och familjen gallmyggesteklar. Inga underarter finns listade i Catalogue of Life.